# Balmorhea (Teksas)
Balmorhea je grad u američkoj saveznoj državi Teksas. Prema popisu stanovništva iz 2010. u njemu je živjelo 479 stanovnika.